# روزنامه الصباح
روزنامه الصباح (به عربی: جريدة الصباح) یک روزنامه رسمی در عراق می‌باشد، که پس از سقوط رژیم صدام حسین در سال ۲۰۰۳ تأسیس شد.